# Polyscias bipinnata
Polyscias bipinnata là một loài thực vật có hoa trong Họ Cuồng cuồng. Loài này được (Gibbs) Philipson miêu tả khoa học đầu tiên năm 1978.